# 反LGBT标语

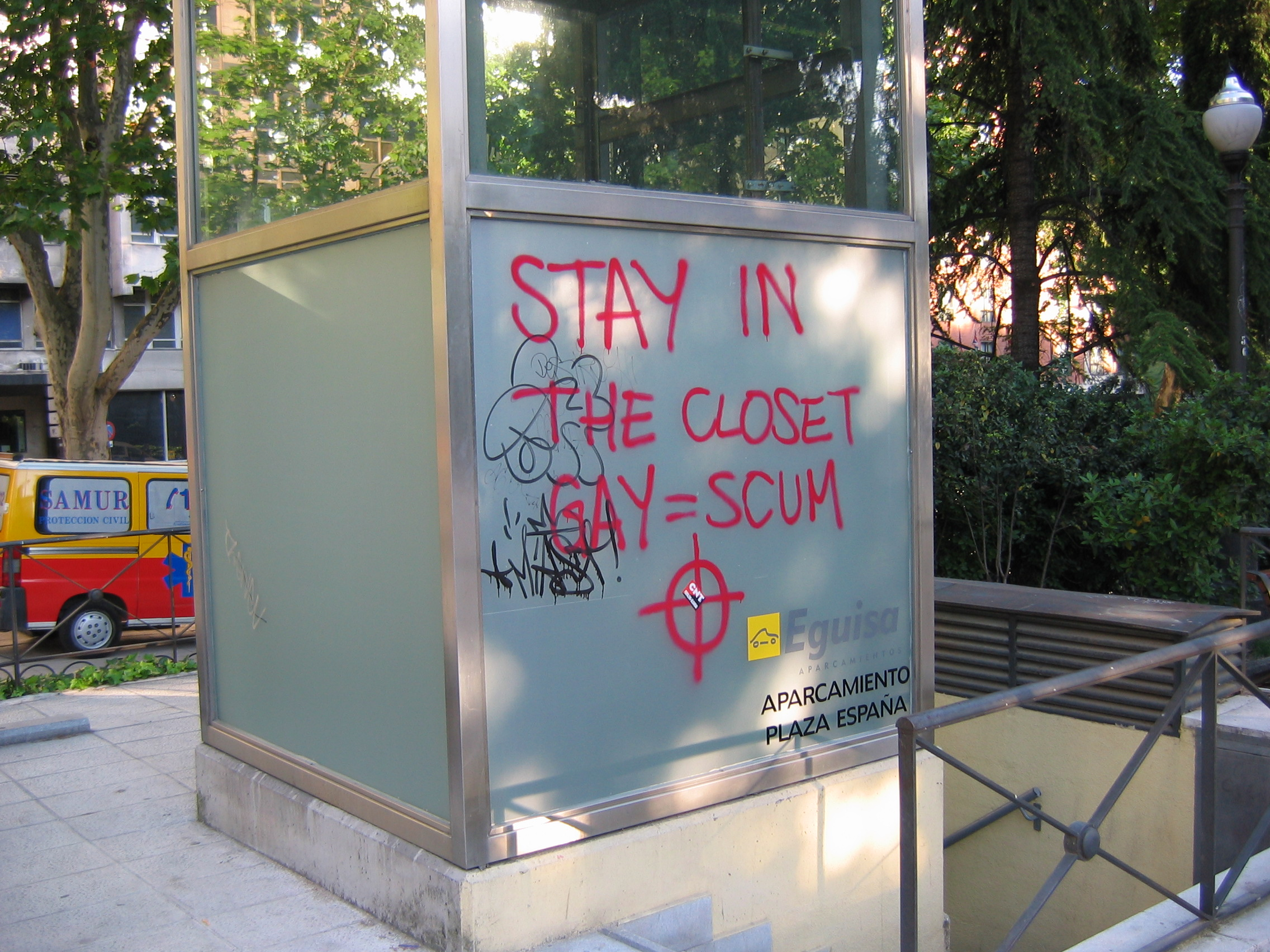
西班牙马德里街头的一个反同标语“呆在柜子里，同性恋=败类”

反同标语是指宣传反對LGBT權利和貶損LGBT的标语。它们包括从宗教、民情風俗角度反对，以及诬蔑和轻蔑的反对标语。英文中的轻蔑语包括“fag”或“faggot”。
在政治和社会活动中，反同团体通常会打出反同标语，与支持同性恋權利的标语口号对抗。部分标语被认为是同性恋恐惧者的仇恨言论。

## 依据
反同标语的基本主体包括基于以下的声明：
- 同性恋是一种疾病
- 同性恋是一种罪恶
- 同性恋「招募」儿童（與戀童癖相關）
- 同性恋是一种「性变态」（與性病連結）

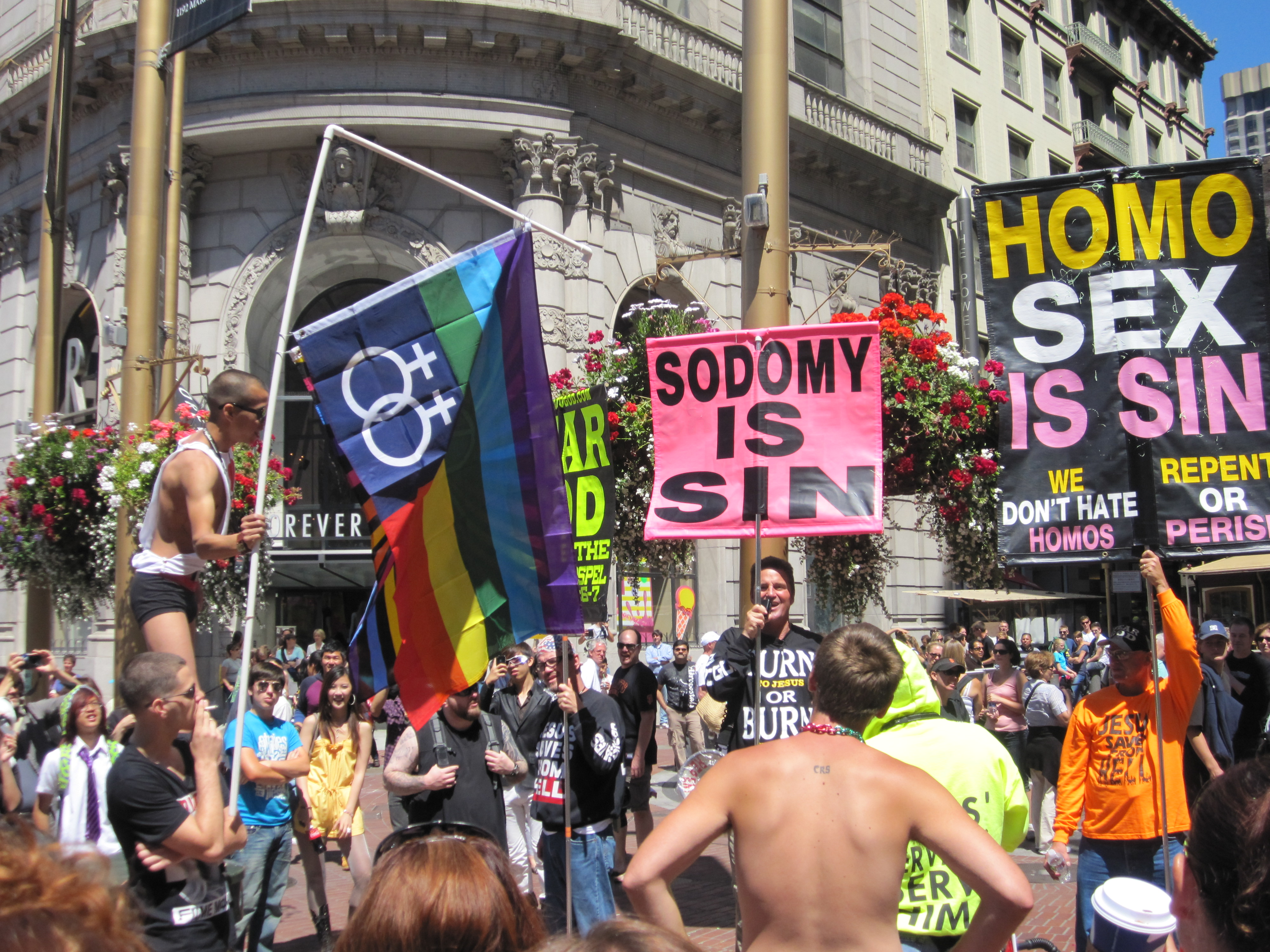
一些反同标语

- 同性恋會改變家庭定義和價值觀（反對同性婚姻的主要理據）

## 主题

### 致命疾病
标语“艾滋病杀死同性恋变态”（AIDS Kills Fags Dead）在美国被用来表达对同性恋和反对和同性恋者的仇恨。它通常被用作对同性恋恐惧者仇恨言论的首要引例。
这个标语是商业广告“雷达：杀死害虫”（Raid:Kills Bugs Dead）的仿制品，出现于美国发现艾滋病早期，因为艾滋病通常发现于同性恋者中，并且是致命的。
該標語在1990年代早期，当重金属乐队贫民窟（Skid Row）的主唱塞巴斯蒂安·巴赫穿上带有其的衬衫后的，明显地出现在公众中。有些消息说这是在他的一个演唱会上出现的；有人认为是在杂志的照片上出现的。起初巴赫在音乐电视上对此开了一个玩笑，但是后来他对此表示抱歉，并声明他有很多同性恋朋友。在此后的一些年，面对他朋友，设计师Michael Schmidt的反对后，他在一件衬衫上写了“艾滋病杀死每一个人”。巴赫的网站上并没有提及这个插曲。

### 宗教罪恶
很多的标语，包括上面的，都被反同的宗教人士使用。
弗雷德·菲爾普斯（Fred Phelps）堪萨斯州托皮卡威斯特布路浸信會教堂的领导者和牧师。他同时拥有网站[godhatesfags.com]和[godhatesamerica.com]以及一个反同的传教总会。他的组织每天在托皮卡巡视，以及在全国内巡视被谋杀的同性恋受害者的葬礼，针对同性恋者的暴力或死于艾滋病的死者，以及其它有关或可能有关同性恋的事件。
菲尔普斯以及他的支持者，连同教会的出席者在集会上的言论被一些人认为是仇恨言论，包括“上帝憎恨同性恋（God Hates Fags）”和“害怕上帝而不是同性恋”（Fear God Not Fags），他們亦到因恐同而被殺的男同志马修·谢巴德之葬禮上示威，高舉如“马修·谢巴德在地狱中腐烂”（Matthew Shepard Rots In Hell）的標語。

### 招募扩张
另外一个普遍的主题是同性恋在某种程度上掠夺孩子，或秘密的“招募”。一个普遍的标语是“同性恋不能繁殖后代--所以他们必须招募”（Homosexuals cannot reproduce — so they must recruit）以及它的其它形式。

## 參註
1. ↑  . CNN. 1998-10-16  [2003-07-14]. （原始内容存档于2003-06-17）.